# Озеро (втрачена)

## Створення
Гідрологічна пам’ятка природи «Озеро» (втрачена) – об’єкт природно-заповідного фонду, що був оголошений рішенням Сумського Облвиконкому № 704   31.12.1980 року на землях Сумського лісгоспзагу (біля колективних садів-городів "Лісовод" і "Енергетик"). Адміністративне розташування – місто Суми, Сумська область. 

## Характеристика
Площа – 2 га. 
Об'єкт на момент створення був рідкісним ландшафтом з мальовничими озерами.

## Скасування
Рішенням Сумської обласної ради № 227 10.12.1990 року пам'ятка була скасована. 
Скасування статусу відбулось по причині втрати природоохоронного значення.
Вся інформація про створення об'єкту взята із текстів зазначених у статті рішень обласної ради, що надані Державним управлянням екології та природних ресурсів Сумської  області Всеукраїнській громадській організації «Національний екологічний центр України» . .